# Борци (филм)
Вижте пояснителната страница за други значения на Борци.
„Борци“ (на немски: Kämpfer) е съветски черно-бял игрален филм (политическа драма) от 1936 година на киностудия „Межрабпомфилм“ и творческо обединение „Рот-Фронт“. Има версии на руски и на немски език.

## Сюжет
Филмът е посветен на борбата с нацизма и фашизма. Действието на филма протича през 1933 година в Германия. Главният герой Лемке е убит от нацисти. Сред главните герои е Георги Димитров като виден борец срещу фашизма.

## История
Създаден е от германци, имигрирали в Съветския съюз след идването на власт на нацистите в Германия. В него участва и Г. Димитров, който още веднъж, специално за филма, произнася знаменитата си реч от Лайпцигския процес от 1933 г.
Излиза на екраните на 1 декември 1936 година. Съдбата на създателите на филма е печална – мнозина от тях са арестувани и репресирани.
Режисьорът Макс Офюлс пише на колегата си Густав фон Вангенхайм, режисирал филма: „Филмът е силен. Толкова силен и толкова могъщ, че трябва чрез Вас да благодаря на колегите Ви.“

## Актьори
- Бруно Шмитсдорф – Фриц Лемке
- Лота Льобингер – майка на Фриц
- Грегор Гог – Петерс
- Ингеборг Франке – Анна
- Хенрих Грайф – Айкхоф, фашист
- Александър Тимонтаев – Рабенкампф, фашист
- Роберт Трьош – Ото
- Александър Гранач – Ровелли, приятел на Димитров
- Ернст Буш – съдия Зийверт
- Лотар Волф – доктор Хилщет
- Николай Акимов – щурмфюрер Хайзе
- Павел Пашков – гауфюрер
- Курт Трепте – генерален директор Щайншнайдер